# Чала (Сачхерский муниципалитет)
Чала (груз. ჭალა) — село в Грузии, на территории Сачхерского муниципалитета края (мхаре) Имеретия.

## География
Село находится в центральной части Грузии, на правом берегу реки Квирилы, на расстоянии 11 километров к востоку от города Сачхере, административного центра муниципалитета. Абсолютная высота — 583 метра над уровнем моря.

## Население
По результатам официальной переписи населения 2014 года, в Чале проживало 676 человек (341 мужчина и 335 женщин). В национальной структуре населения грузины составляли 99,6 %, осетины — 0,3 %, украинцы — 0,1 %.
| Год  | Население, человек |
| ---- | ------------------ |
| 2002 | 1179               |
| 2014 | ↘ 676              |